# The Breaking Point (film fra 1921)
The Breaking Point er en amerikansk stumfilm fra 1921 af Paul Scardon.

## Medvirkende
- Bessie Barriscale som Ruth Marshall
- Walter McGrail som Richard Janeway
- Ethel Grey Terry som Lucia Deeping
- Eugenie Besserer som Mrs. Janeway
- Pat O'Malley som Phillip Bradley
- Winter Hall som Dr. Hillyer
- Wilfred Lucas som Mortimer Davidson
- Joseph J. Dowling som Mrs. Marshall
- Lydia Knott som Mrs. Marshall
- Irene Yeager som Camilla